# Voy dicítelo (Fechu n'Asturies)
Voy dicítelo (Fechu n'Asturies) es el primer álbum de estudio del grupo asturiano Los Berrones, publicado por km. 444 en 1989. Inicialmente publicado únicamente en formato casete, el álbum apareció poco después del debut discográfico del grupo con el sencillo «Nun yes tu» tras ganar un concurso de maquetas de la cadena de radio 40 Principales.

## Lista de canciones
| N.º | Título                  | Duración |  |
| 1.  | «La de les vacaciones»  |          |  |
| 2.  | «La de la escuela»      |          |  |
| 3.  | «Tiénesme apolmonáu»    |          |  |
| 4.  | «Nun yes tu»            |          |  |
| 5.  | «Pasamos del porro»     |          |  |
| 6.  | «La del borrín»         |          |  |
| 7.  | «Tais de yogur»         |          |  |
| 8.  | «La de Sindo'l cabreru» |          |  |